# Aloina sedifolia
Aloina sedifolia är en bladmossart som beskrevs av Brotherus 1902. Aloina sedifolia ingår i släktet toffelmossor, och familjen Pottiaceae. Inga underarter finns listade i Catalogue of Life.